# SK Meteor Svobodné Dvory
SK Meteor Svobodné Dvory (celým názvem: Sportovní klub Meteor Svobodné Dvory) byl československý klub ledního hokeje, který sídlil v Hradci Králové. Založen byl v roce 1934 a zanikl v roce 1969. Klubové barvy byly červená a modrá.
Své domácí zápasy odehrával ve Svobodných Dvorech.

## Historie
SK Meteor Svobodné Dvory byl založen na své ustavující schůzi 2. března 1934 v Dělnickém domě ve Svobodných Dvorech, které v té době byly ještě samostatnou obcí (součástí města Hradec Králové se obec stala v roce 1942). Prvním předsedou klubu byl zvolen František Francek a sekretářem Václav Drahorád.

## Týmové úspěchy
- sezóna 1938/39 - postup do divize
- sezóna 1940/41 - zápas o postup do nejvyšší soutěže - 2:4 p.p. (0:0,1:1,0:0-0:0,0:2) s Č. Budějovicemi po 2 prodloužení

## Historické názvy
- 1934 – SK Meteor Svobodné Dvory (Sportovní klub Meteor Svobodné Dvory)
- 1948 – Sokol Meteor Svobodné Dvory
- 1949 – Sokol RDP Svobodné Dvory (Sokol Rolnický družstevní podnik Svobodné Dvory)
- 1951 – ZSJ RD Hradec Králové
- 1953 – Slavoj Svobodné Dvory

## Přehled ligové účasti
Stručný přehled
Zdroj: 
- 1943–1944: Divize – sk. Střed (2. ligová úroveň v Protektorátu Čechy a Morava)
- 1945–1946: Divize – sk. Střed (2. ligová úroveň v Československu)
- 1946–1949: Východočeská divize – sk. B (2. ligová úroveň v Československu)
- 1949–1950: Oblastní soutěž – sk. B2 (2. ligová úroveň v Československu)
- 1950–1951: Oblastní soutěž – sk. E (2. ligová úroveň v Československu)

Jednotlivé ročníky
Zdroj: 
Legenda: ZČ - základní část, červené podbarvení - sestup, zelené podbarvení - postup, fialové podbarvení - reorganizace, změna skupiny či soutěže
| Protektorát Čechy a Morava (1943 – 1944) |                             |           |          |                                       |                  |
| Sezóny                                   | Soutěž                      | Úroveň    | ZČ       | Play-off, nadstavba, sk. o udržení... | Poznámky         |
| 1943/44                                  | Divize – sk. Střed          | 2. úroveň | 2. místo |                                       |                  |
| Československo (1945 – 1951)             |                             |           |          |                                       |                  |
| Sezóny                                   | Soutěž                      | Úroveň    | ZČ       | Play-off, nadstavba, sk. o udržení... | Poznámky         |
| 1945/46                                  | Divize – sk. Střed          | 2. úroveň | 3. místo |                                       | Změna skupiny    |
| 1946/47                                  | Východočeská divize – sk. B | 2. úroveň | 2. místo |                                       |                  |
| 1947/48                                  | Východočeská divize – sk. B | 2. úroveň | –. místo |                                       | Soutěž nedohrána |
| 1948/49                                  | Východočeská divize – sk. B | 2. úroveň | 2. místo |                                       | Reorganizace     |
| 1949/50                                  | Oblastní soutěž – sk. B2    | 2. úroveň | 2. místo |                                       | Změna skupiny    |
| 1950/51                                  | Oblastní soutěž – sk. E     | 2. úroveň | 5. místo |                                       | Reorganizace     |